# Limia vittata
Limia vittata is een  straalvinnige vissensoort uit de familie van levendbarende tandkarpers (Poeciliidae). De wetenschappelijke naam van de soort is voor het eerst geldig gepubliceerd in 1853 door Guichenot.